# Micrathena striata
Micrathena striata là một loài nhện trong họ Araneidae.
Loài này thuộc chi Micrathena. Micrathena striata được Frederick Octavius Pickard-Cambridge miêu tả năm 1904.